# Geological Survey of Queensland
Der Geological Survey of Queensland (Abk. GSQ) ist die geowissenschaftliche Behörde im australischen Bundesstaat Queensland. Dessen Sitz befindet sich in Brisbane. Dieser geologische Dienst ist Teil des Ministeriums für Ressourcen (Department of Resources).
Der geologische Dienst besitzt eine geowissenschaftliche Sammlung mit Exponaten und Bohrproben aus dem Zeitraum von der Mitte des 19. Jahrhunderts bis in die Gegenwart. Jüngere Projekte befassen sich mit Forschungen auf den Themenfeldern Kohle und Erdöl, Kohlendioxid-Speicherung, Geothermie im Küstenbereich und seismische Untersuchungen im Tiefseebereich.
Das zentrale Publikationsorgan der Behörde ist das Queensland Government Mining Journal (QGMJ) mit mehr als einhundert Jahrgängen.
Die Gründung des Dienstes erfolgte im Jahre 1868. Die ersten staatlichen Geologen waren Richard Daintree und Christopher Aplin.

## Weiterführende Literatur
- Cec Murray: The Geological Survey of Queensland: 135 years of Achievement. In: Queensland Government Mining Journal, 103 (2003), Nr. 1213, S. 76–86